# Esane del Norte
Esane del Norte es una entidad educacional creada en 1979 en Antofagasta, Chile.
Obtuvo el reconocimiento oficial del Ministerio de Educación el 2 de febrero de 1982, mediante el Decreto Exento n.º 31. Además, cuenta con el reconocimiento del Consejo Nacional de Instituciones Privadas de Educación Superior (Conifos). Actualmente tiene Sede en las principales ciudades de la Segunda Región, Antofagasta y Calama. Cuenta con el Centro de Formación Técnica, Centro de Entrenamiento Técnico y un Instituto de Enseñanza Media.

## Centro de Formación Técnica (CFT)
Con más de 23 años de experiencia en la formación de Técnicos de Nivel Superior entrega el título de Técnico de Nivel Superior en 10 disciplinas distintas.
Cuenta con una Biblioteca y un laboratorio, infraestructura propia, medios audiovisuales para el apoyo pedagógico un casino y varias instalaciones para sus alumnos.

## Centro de Entrenamiento Técnico (CET)
Es una casi nueva empresa de Centro de Entrenamiento Técnico, que se orienta en la capacitación, certificación o perfeccionamiento, del personal de la Macro zona norte del país, desarrollando estrategias que mantienen un vínculo con las organizaciones y profesionales.

## Instituto de Enseñanza Media
Institución de Educación abocada a desarrollar carreras de carácter técnico profesional, programas de nivelación de estudios de enseñanza media y programas de certificaciones y capacitaciones dirigidas a los trabajadores de la Región de Antofagasta.
El Instituto de Enseñanza Media, como entidad Ejecutora, esta  autorizada por El Ministerio de Educación y el Sence, bajo el decreto n.º 683.

## Carreras
En las dependencias de Esane del Norte se imparten 11 carreras técnicas:
- Administración de Empresas
- Analista de Sistema
- Diseño Gráfico Publicitario
- Interpretariado Inglés-Alemán
- Obras Civiles
- Prevención de Riesgos
- Relaciones Públicas
- Secretariado Ejecutivo en Computación
- Secretariado Ejecutivo Bilíngue
- Turismo